# Gotthilf August Benjamin Schierenberg
Gotthilf August Benjamin Schierenberg (* 18. März 1808 in Horn; † 21. Oktober 1894 in Luzern) war ein deutscher Kaufmann, Heimatforscher, Amateurarchäologe und Autor sowie Bürgermeister von Horn und verschiedene Male lippischer Landtagsabgeordneter.

## Leben
Schierenberg widmete sich als Heimatforscher und Amateurarchäologe besonders den Externsteinen, zu denen er zahlreiche laienhafte und nicht annähernd wissenschaftlicher Methoden genügenden Schriften – teilweise im Selbstverlag –, veröffentlichte. Über Schierenberg wurde geschrieben: „Er wurde der Schrecken der Philologen und der historischen Vereine seiner Zeit und hat sich seinerseits bitter über die ihm widerfahrene Behandlung beklagt im Schlusskapitel der genannten Schrift: Das Martyrium eines Dilettanten.“
August Schierenberg war seit 1857 verheiratet mit Louise, geb. Des Coudres († um 1875), die bis 1863 eine Privatschule für Mädchen im Weißen Hirsch am Großen Hirschgraben in Frankfurt am Main leitete.
Eine von Schierenberg gegründete Stiftung erwirkte 1891 den Bau einer Kleinkinderbewahranstalt (Karolinenanstalt) in Horn. Das Gebäude steht heute unter Denkmalschutz.

## Werke
- Die Römer im Cheruskerlande. Frankfurt am Main 1862
- Secretiora Germaniae oder Deutschlands heilige Berge – fragmentarische Beiträge zur (sogenannten) nordischen Göttersage und zur deutschen Heldensage. Detmold: Böger, 1872
- Ein historischer Spaziergang von Tropaea Drusi über den Exterstein nach dem Campus Idistavisus. Detmold 1875
- Der Externstein zur Zeit des Heidenthums in Westfalen. Detmold: Selbstverl. des Verf. [u. a.], 1879
- Die Götterdämmrung und die Goldtafeln des Idafelds oder die Teutoburger Schlacht in den Liedern der Edda: eine Streitschrift über die Heimat und Bedeutung der Eddalieder Detmold 1881 Digitalisat
- Die Räthsel der Varusschlacht oder Wie und wo gingen die Legionen des Varus zu Grunde? Frankfurt a. M.: [Staudt], 1888
- Der Ariadnefaden für das Labyrinth der Edda oder die Edda eine Tochter des Teutoburger Waldes. Frankfurt a. M.: Reitz & Köhler in Comm., 1889
- Die Götter der Germanen oder Vom Eddarausch der Skandinavier und ihrem Katzenjammer (eine Stimme vom Teutoburger Walde). Detmold: Schenk in Comm., [1894]